# Osada Czorsztyn
Osada Czorsztyn (dawniej Osada Turystyczna Czorsztyn) – skansenowo-turystyczny kompleks 31 obiektów architektonicznych, znajdujący się w gminie Czorsztyn, na półwyspie Stylchyn, w pobliżu osady Podbrzezie, na północnym brzegu Jeziora Czorsztyńskiego.

## Lokalizacja
Z osady roztacza się rozległa panorama na 5 parków narodowych: Gorce (Turbacz), Pieniny, Tatry polskie i słowackie i Babią Górę. Widać z niej 2 średniowieczne zamki: w Czorsztynie i w Niedzicy. Na południowym wschodzie wyraźnie widoczna jest zapora elektrowni, a na zachodzie można dostrzec sylwetkę kościoła we Frydmanie. Tuż obok znajduje się przystań Podhalańskiego Towarzystwa Żeglarskiego.

## Obiekty
Powierzchnia osady wynosi około 17 ha.
W skład osady wchodzi 9 zabytkowych drewnianych pensjonatów i willi, 11 wiejskich chałup i budynków gospodarskich oraz 11 kamiennych piwniczek z drewnianymi lamusami nad nimi. Wszystkie obiekty zostały przeniesione tu z dawnych Maniów, Kluszkowiec i Czorsztyna, i pochodzą z XIX i początku XX wieku. Przeniesione tu zostały przed zalaniem Jeziora Czorsztyńskiego. Kompleks składa się z 3 części:
Skansen etnograficzny
W zachodniej części kompleksu znajduje się 11 chałup i budynków gospodarskich oraz 11 kamiennych piwniczek. W dawnej zagrodzie (obory, stodoły, chlewik) Jana Królczyka czynne jest muzeum regionalne z pełnym oryginalnym wyposażeniem domowym i gospodarczym z 1909 roku. Uliczka jedenastu unikatowych kamiennych piwniczek z drewnianymi spichlerzykami znajduje się w północno-zachodniej części skansenu. Piwniczki te zostały uratowane spośród 37 istniejących niegdyś w Maniowach tego typu budowli, wybudowanych na przełomie XIX i XX wieku z kamienia łamanego. Na każdej z nich wybudowano pięterko w postaci zrębowej szopy na siano. Kompleks piwniczek posiada wybitne w skali europejskiej wartości historyczne i etnograficzne.
W tym sektorze znajduje się również najstarsza (później nieco przebudowana) chałupa z 1898 roku.
Część hotelowa i restauracyjna
Część hotelowa (dla 54 osób) zlokalizowana jest w trzech willach – Teofila Sanoka, Józefa Galoty oraz Leopolda Szperlinga.
- willa Teofila Sanoka, pszczelarza i muzyka[2], wieloletniego nauczyciela z Kluszkowiec (uczył do lat 50. XX wieku). Sanok po powrocie z Syberii kupił działkę od Drohojowskich w 1920 roku i wybudował na niej dom w latach 1924–1925[4][2] w stylu uzdrowiskowym, willa ma charakter reprezentacyjny (autorem projektu był sam Sanok). Elewacja budynku, balustrady jego schodów, ganek i szczyty dachowe uderzają bogactwem zdobniczych detali i ryzowanych elementów. Teofil Sanok mieszkał w nim z żoną Bogusławą od 1926 roku. Był to dom rodzinny, bez pokoi dla letników. Znajdował się tam pokój muzyczny z fortepianem, gabinet właściciela z biurkiem z nadstawką i biblioteczką, jadalnia z kompletem stołowym na 24 osoby oraz sypialnia. Rodzina Sanoków mieszkała w tym domu do 1967 roku. W związku z decyzją o budowie zapory (w 1964 roku), po śmierci rodziców córki sprzedały wyposażenie i wydzierżawiły obiekt Gminnej Spółdzielni „Samopomoc Chłopska” w Czorsztynie, która prowadziła tu działalność handlową (sklep żelazny i elektryczny)[4]. Obiekt został zdemontowany i zakonserwowany w 1994 roku oraz odtworzony w latach 1997–1998. Obecnie jest to budynek recepcyjno-administracyjny z 5 pokojami lub apartamentami (2 pokoje, 2 apartamenty i studio dwupokojowe). Wyposażenie willi spłonęło w pożarze, który wybuchł w niej już po jej przeniesieniu na obecne miejsce[5];
- willa Leopolda Szperlinga to dawna „Restauracja Pieniny” znajdująca się przed 1994 rokiem w centrum zalanego Czorsztyna. Została zbudowana przez Drohojowskich w 1847 roku jako zajazd i karczma[6]. W 1909 roku karczma ta została zakupiona[7] przez przybyłego do Czorsztyna Żyda, Leopolda Szperlinga. W związku z popularnością, jaką zajazd wkrótce zdobył, Szperling rozbudował budynek w latach 1928–1930, w efekcie czego przydrożna karczma w okresie międzywojennym rozkwitła w okazały zespół hotelowo-restauracyjny[a][2]. Styl budynku przypomina styl zakopiański, jeden z projektantów przebudowy pochodził z tego miasta[2], a wykonawcą była ekipa ciesielska Franciszka Gacka ze Szczawnicy[6]. Dom jest podpiwniczony i wykonany z drewna świerkowego o konstrukcji zrębowej. Elewacje osłonięto szalunkami z desek. Ogrzewany był za pomocą pieców kaflowych. W latach 30. XX wieku pokoje były wyposażone w meble stylizowane na góralskie, wykonane w zakładach stolarskich w Nowym Targu. W każdym pokoju były łóżka z szafkami nocnymi, szafy, stoły z krzesłami i ławy. Ściany przyozdobiono obrazkami z krajobrazami pienińskimi[6]. Leopold Szperling wraz z rodziną został zastrzelony w 1942 roku przez Niemców w tym domu[7] podczas akcji wyprowadzania Żydów z Czorsztyna i Maniów[2]. Budynek hotelowy przejęli Niemcy, tworząc w nim siedzibę miejscowego przymusowego zakładu przedsiębiorstw[2]. Po wojnie obiekt dzierżawiło PTTK, później Orbis[2]. Budynek zdemontowano w 1994 roku w związku z budową zapory na Dunajcu, a jego elementy poddano konserwacji. W latach 1997–1998 został zmontowany w obecnym miejscu[8]. W willi Szperlinga mieści się gospoda „U Szperlinga”, która była recenzowana i wysoko oceniona przez Piotra Bikonta w Magazynie Gazety Wyborczej 5 lipca 2001 roku. Wnętrza restauracji wyposażone są w tradycyjne, stare meble, obrazy i inne sprzęty. Restauracja słynie z „fizołów” (zupy śliwkowo-fasolowej). W części hotelowej urządzono kilkanaście pokoi hotelowych (7 pokoi i 4 apartamenty);
- willa Józefa Galoty, po II wojnie światowej pełniła rolę ośrodka zdrowia w centrum dawnego Czorsztyna. Obecnie znajduje się w niej 8 pokoi hotelowych.

Część konferencyjna
Willa „Bank” („Dwór Drohojowskich”) to budynek dawnego dworskiego zajazdu Marcela Drohojowskiego, właściciela dóbr czorsztyńskich. Został wybudowany w 1880 roku jako willa letniskowa. Po II wojnie światowej willa służyła jako siedziba banku spółdzielczego, a w części budynku mieścił się sklep przemysłowo-rolniczy. Obecnie została zaadaptowana na centrum konferencyjno-szkoleniowe (sale konferencyjne na 100, 30 i 15 osób, sekretariat, szatnię, kawiarnię, niewielkie pokoje do spotkań i rozmów w kuluarach).
Pozostała część
Cztery wille znajdujące się po południowej stronie osady czekają na zagospodarowanie. Kolejno od wschodu:
- willa „Basia II” – dawny pensjonat dr. Kulczyckiego, wybudowany w latach 30. XX wieku w centrum dawnego Czorsztyna (w rejonie tzw. Skrzyżowania). Po wojnie budynek służył jako placówka Funduszu Wczasów Pracowniczych;
- willa „Basia III” (dawniej willa „Pieniny”), z obszerną szklaną werandą (od strony jeziora) i znajdującym się nad nią tarasem z widokiem na zalew i Tatry, została wybudowana przez lekarza Bolesława Okuljara. Nowo wybudowany hotel – pensjonat otwarto 25 czerwca 1932 roku. Upaństwowiono go (podobnie jak „Basię II”) w 1953 roku i przekształcono w dom wypoczynkowy;
- willa „Zbyszek” z Kluszkowiec z elementami architektonicznymi nawiązującymi do stylu zakopiańskiego;
- willa nr 333 z Maniów wybudowana w stylu szwajcarskim.

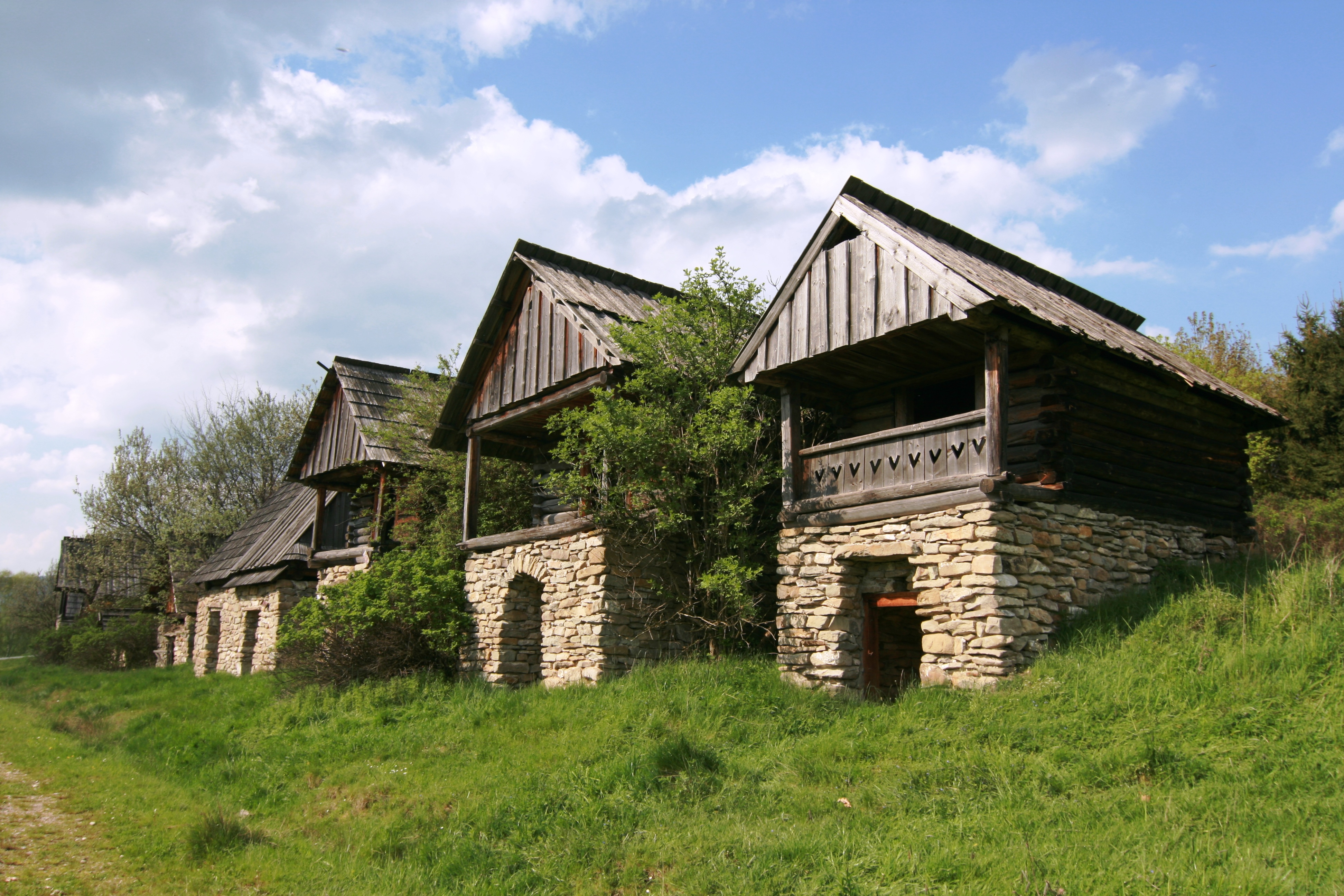
Alejka piwniczek
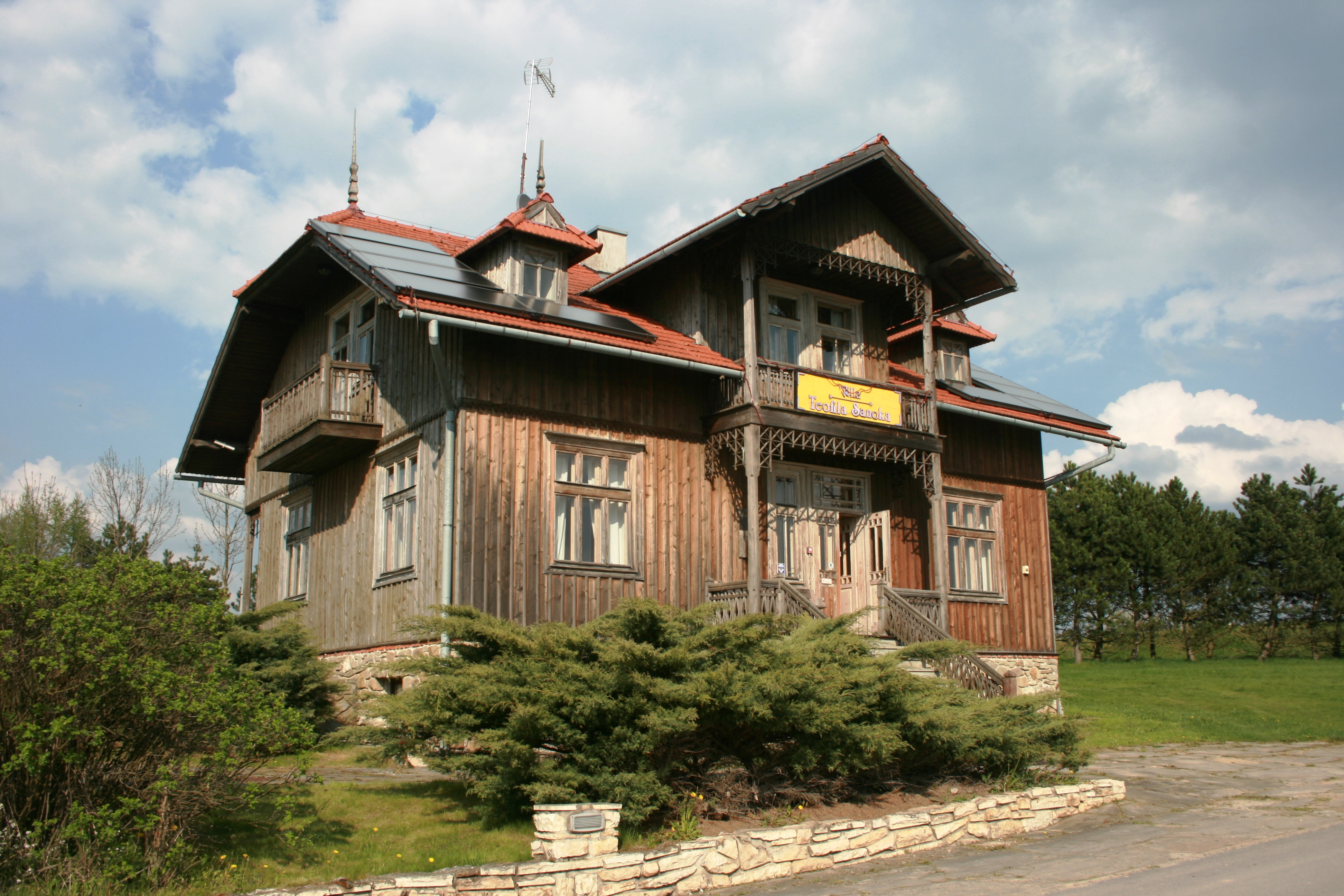
Willa Teofila Sanoka
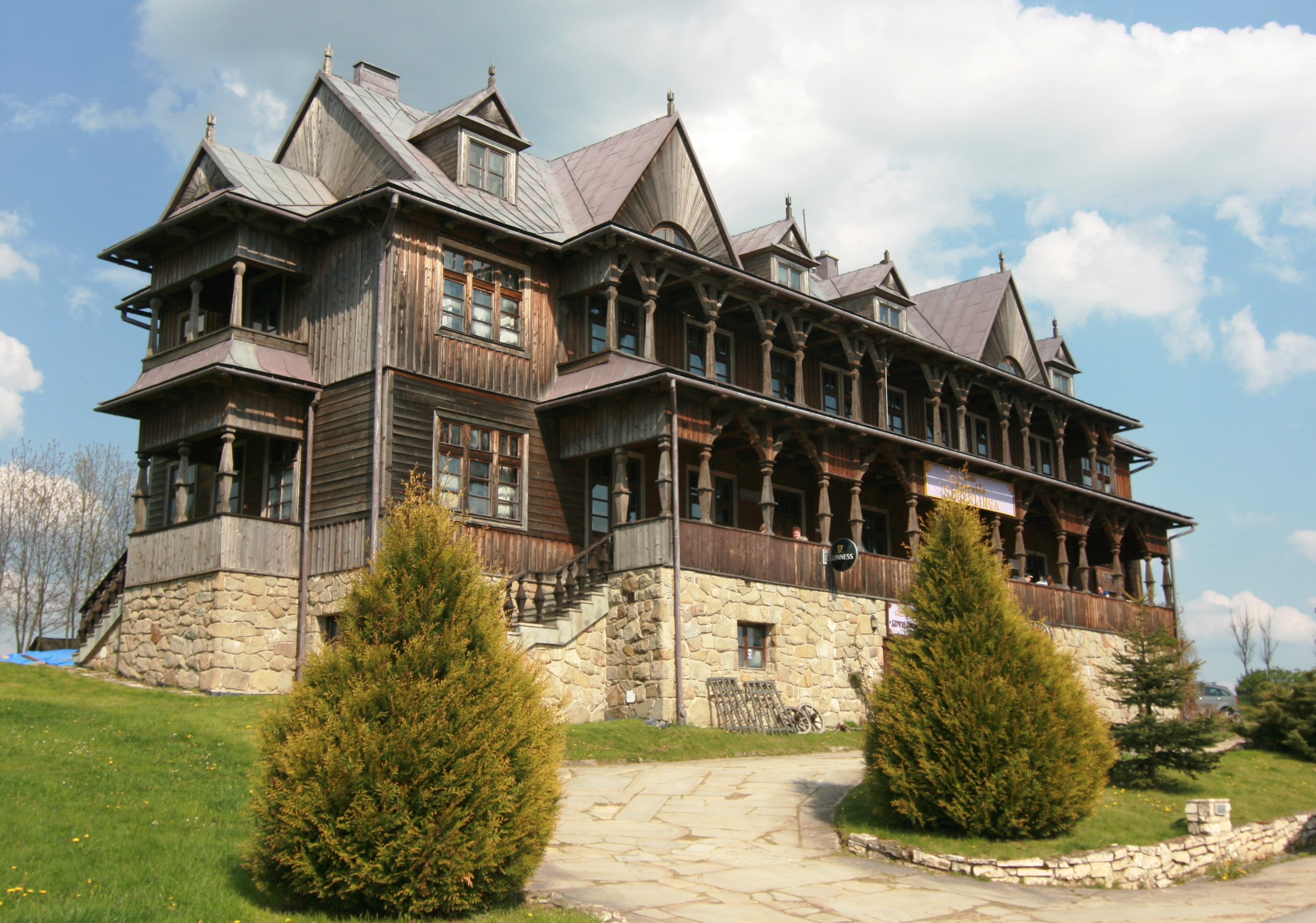
Willa Leopolda Szperlinga
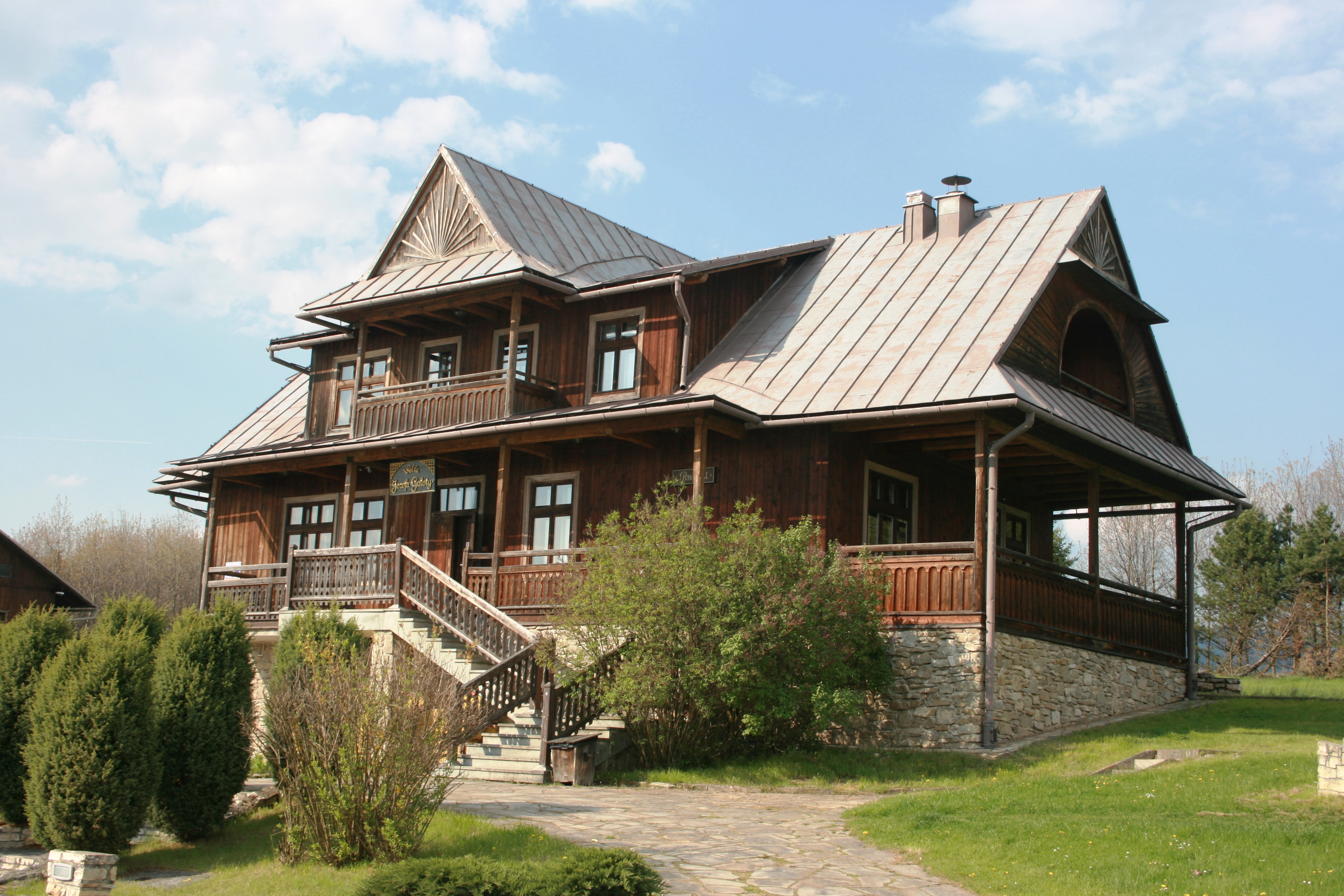
Willa Józefa Galoty
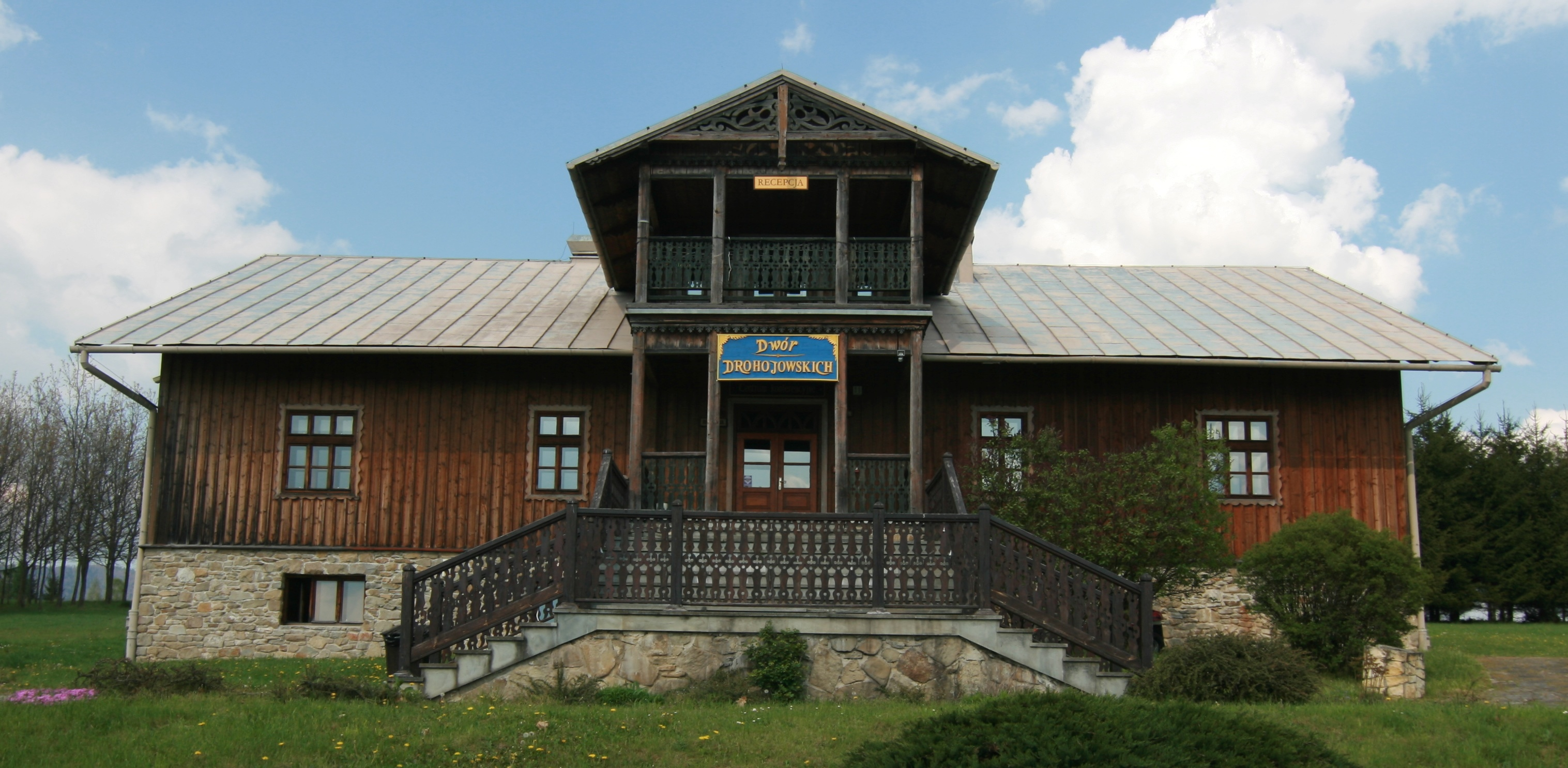
Dwór Drohojowskich
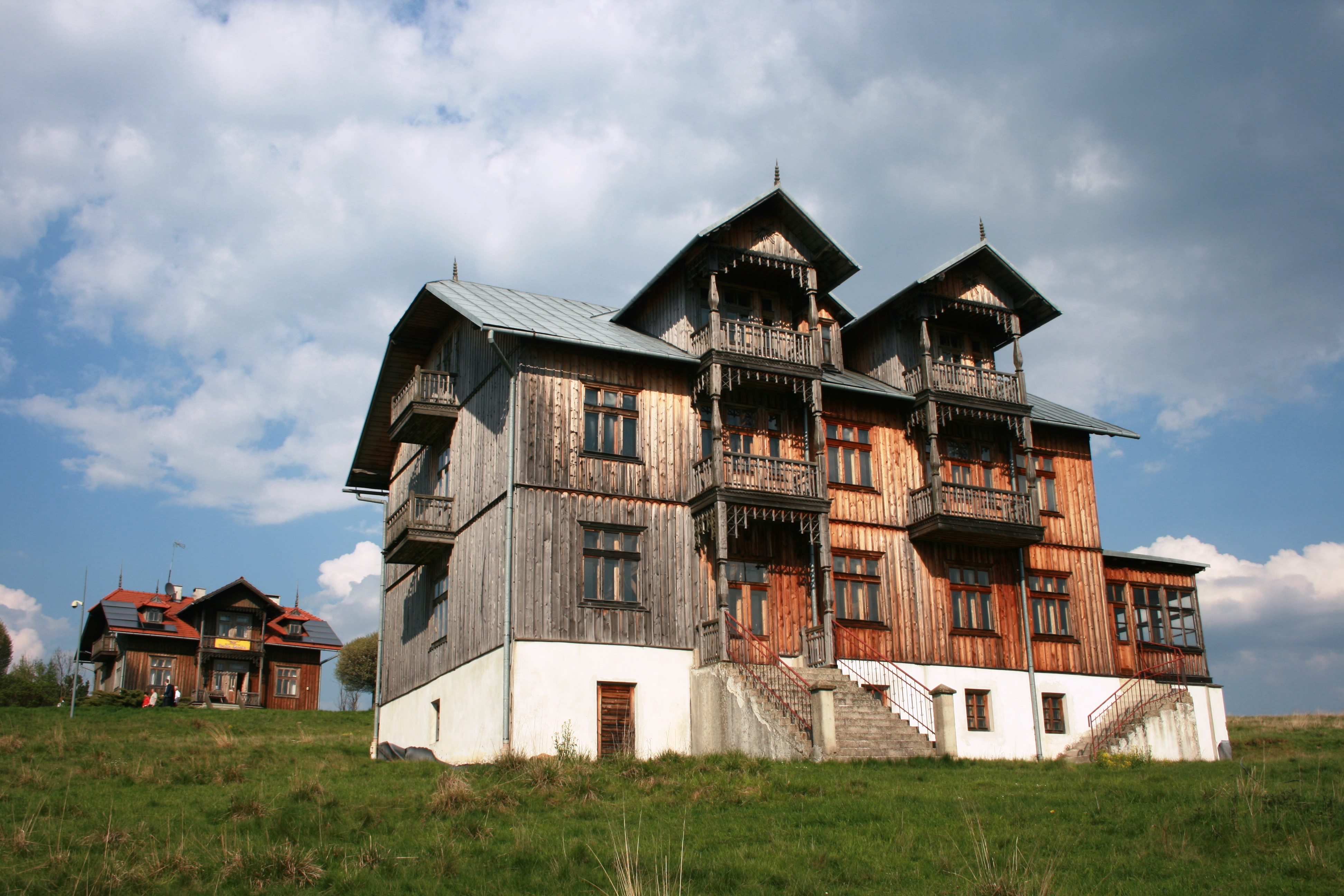
Willa „Basia III”, od południowego zachodu, po lewej stronie w głębi widoczna jest willa Teofila Sanoka
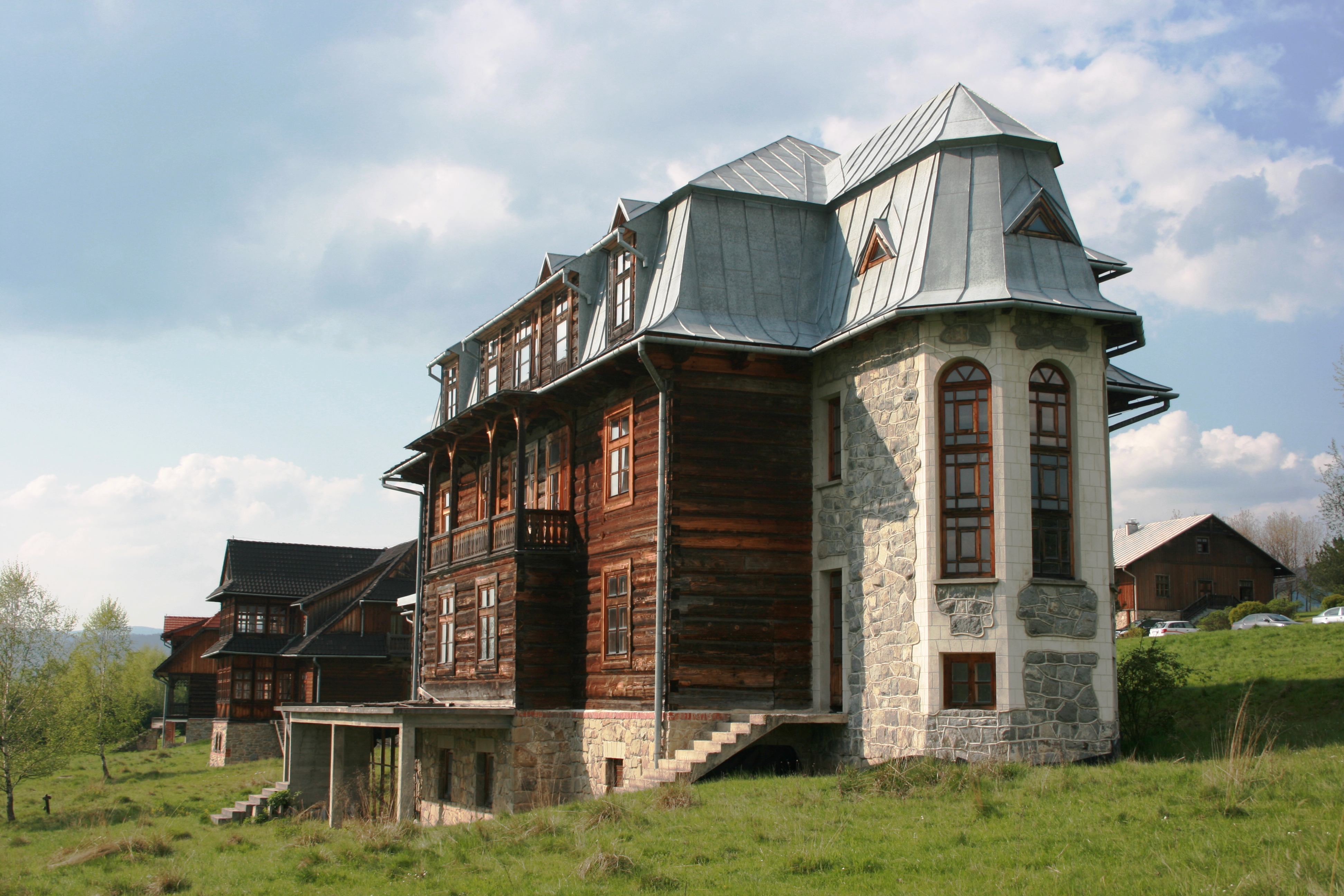
Południowy rząd willi, na pierwszym planie willa „Basia II”, widok od południowego wschodu, po prawej stronie widoczna część dworu Drohojowskich
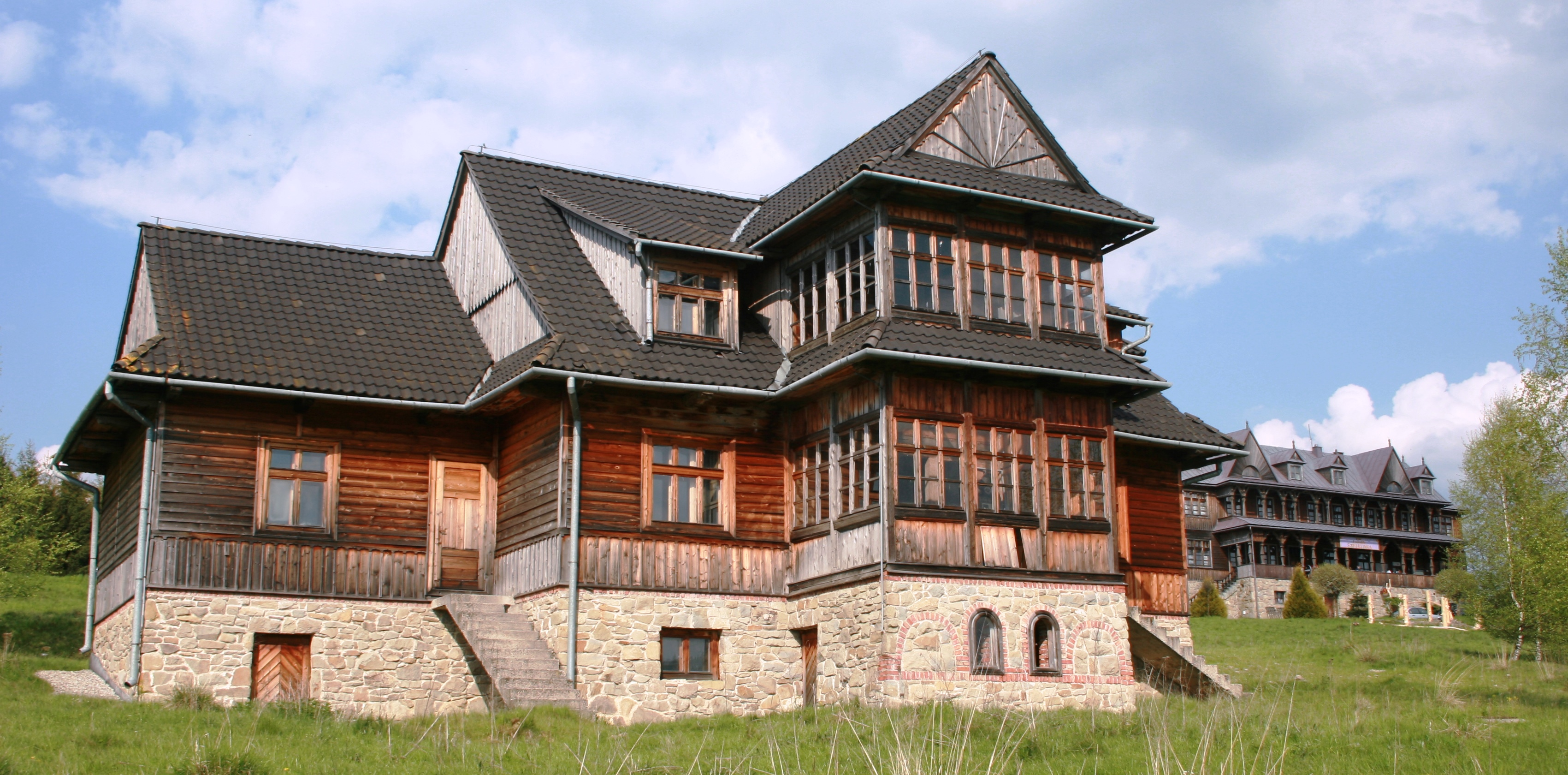
Willa „Zbyszek” w stylu zakopiańskim, widok od południowego zachodu, w głębi po prawej widoczna jest willa Szperlinga
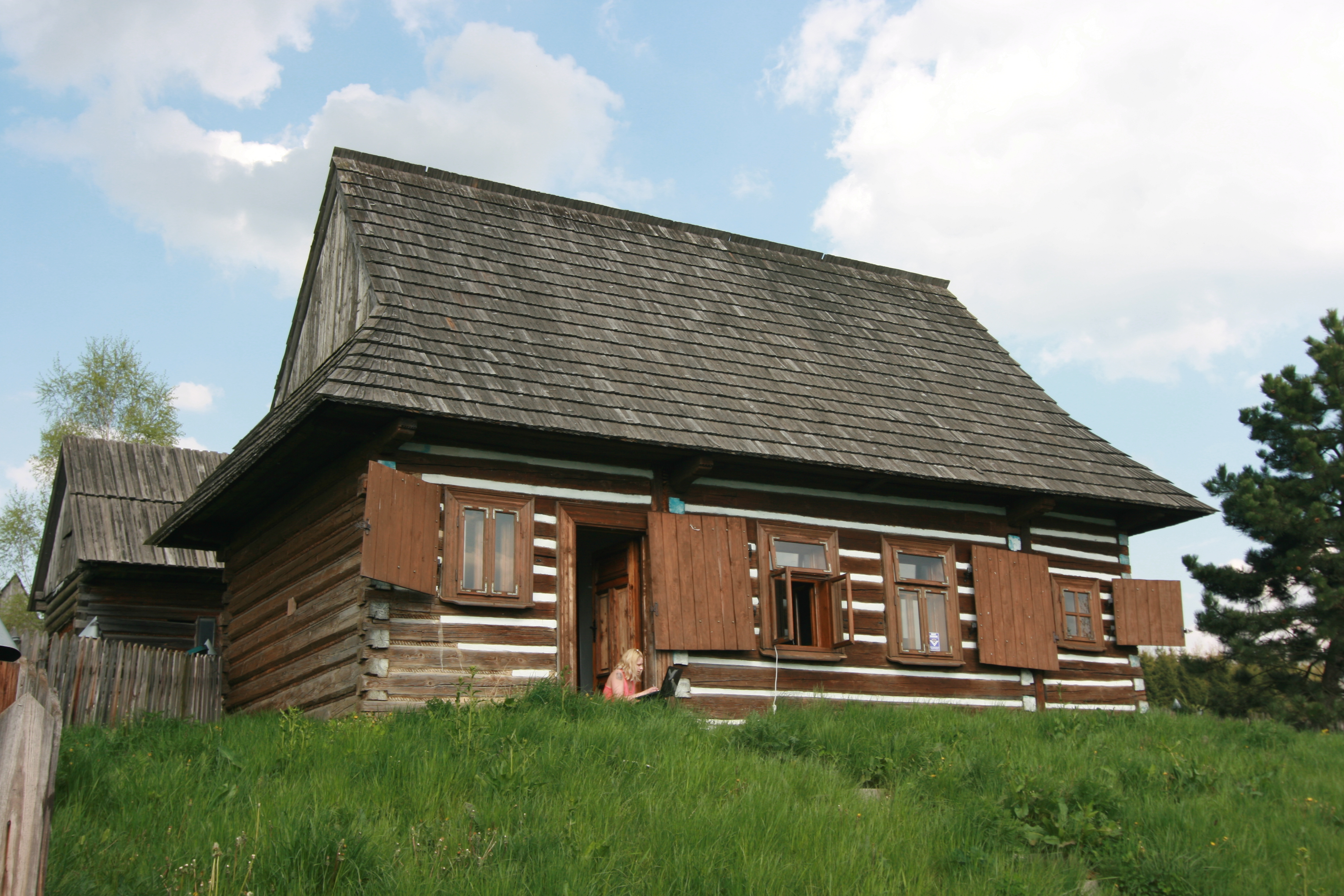
Jedna z zagród w części skansenowej

## Historia
Koncepcja i historia budowy
W drugiej połowie lat 60. XX wieku planowano utworzenie Parku Etnograficznego Ziemi Czorsztyńskiej w okolicy Dworu Tetmajerów w Łopusznej. Pomysł lokalizacji był krytykowany ze względu na zaburzenie czystości formy Dworu. W 1986 roku dr Zbigniew Moździerz z Muzeum Tatrzańskiego w Zakopanem opracował projekt Skansenu Ratowniczego w Maniowach. I ta koncepcja nie została zrealizowana. Na początku lat 90. Urząd Gminy Czorsztyn w Kluszkowcach zamówił w firmie CityProf studium wykonalności pt. Feasibility Study Komercyjnego Projektu Skansenu i Ośrodka Turystycznego. W ramach realizacji tego projektu – pod merytorycznym nadzorem Muzeum Tatrzańskiego – zrekonstruowano obiekty zabytkowe z Maniów rozebrane przez Muzeum Tatrzańskie jeszcze w latach 1977–1979, m.in. zagrodę nr 33 i willę nr 333. Koncepcję skansenu wielokrotnie zmieniano, w końcu całość podzielono na 2 części: sektor uzdrowiskowy, z willami, z przeznaczeniem na użytek turystyczny, oraz sektor wiejski z chłopskimi zagrodami i piwniczkami – na część quasi-muzealną.
Budowę osady rozpoczęto w 1997 roku. W czasie rekonstrukcji jednej z gospód odkryto podpisy jej gości, najstarszy z 1894 roku. Inwestycja została uhonorowana III nagrodą w konkursie „Budowa Roku 1997”.
Historia własności
Spółka „Osada Turystyczna Czorsztyn Sp. z o.o.” (KRS 0000074431) należała do gminy Czorsztyn (65%) i Skarbu Państwa reprezentowanego przez Zespół Elektrowni Wodnych Niedzica (35%). Przy rekonstrukcji obiektów korzystała ze środków unijnych. W 2002 roku została sprzedana spółce Akva-Tur SA (KRS 0000033288, której jedynym akcjonariuszem była Fundacja Rozwoju Golfa) za 3 mln zł. Według byłego wójta gminy Czorsztyn, Marka Koterby, spółka nabywająca była kontrolowana przez Andrzeja Stocha. Nabywca przekazał sprzedającym jedynie część kwoty transakcji. 80% pozostałego zobowiązania nabywcy wobec gminy i elektrowni nabył w 2003 roku podmiot kontrolowany przez rodzinę Andrzeja Stocha. W 2010 roku sprawa długów osady w Czorsztynie wobec gminy Czorsztyn była przedmiotem sprawy sądowej, w wyniku której prezes spółki Osada Turystyczna Czorsztyn został zobowiązany do spłaty zaległych zobowiązań podatkowych.
Transakcja sprzedaży nieruchomości była przedmiotem prowokacji CBŚ, w wyniku której w 2003 roku został aresztowany wójt Czorsztyna. Relacje między osobami kontrolującymi, mającymi wpływ na, lub zajmujących ważne stanowiska w niektórych z powyższych podmiotów były jednym z wątków tzw. afery hazardowej.
Obecnie operatorem Osady Czorsztyn jest polskie przedstawicielstwo słowackiej spółki Karczma Mlyn S.R.O.